# آرکید فایر
آرکِید فایر (به انگلیسی: Arcade Fire) یک گروه راک کانادایی اهل مونترال است که از سال ۲۰۰۳ کار حرفه‌ای خود را شروع کرد. وین باتلر و رجنین چاسگ زن و شوهری هستند که از بنیان گذاران این گروه به‌شمار می‌روند و همیشه در این گروه حضور داشتند. نخستین آلبوم آرکید فایر در سال ۲۰۰۴ با نام مراسم خاکسپاری وارد بازار شد.
جذابیت اصلی این گروه به این است که تمامی سازهای گیتار، درام، پیانو، ویلن، کیبورد، گیتار بیس، ماندولین چنگ، آکوردئون و هورن در آن نواخته می‌شود. آرکید فایر در سال ۲۰۱۱ برنده جایزه گرمی برای بهترین آلبوم سال شد و در همان سال برنده "بریت آواردز" برای بهترین آلبوم بین‌المللی شد.

## آلبوم‌ها
| سال  | عنوان           |
| ---- | --------------- |
| ۲۰۰۴ | مراسم خاکسپاری  |
| ۲۰۰۷ | کتاب مقدس نئونی |
| ۲۰۱۰ | حومه شهرها      |

## اعضا

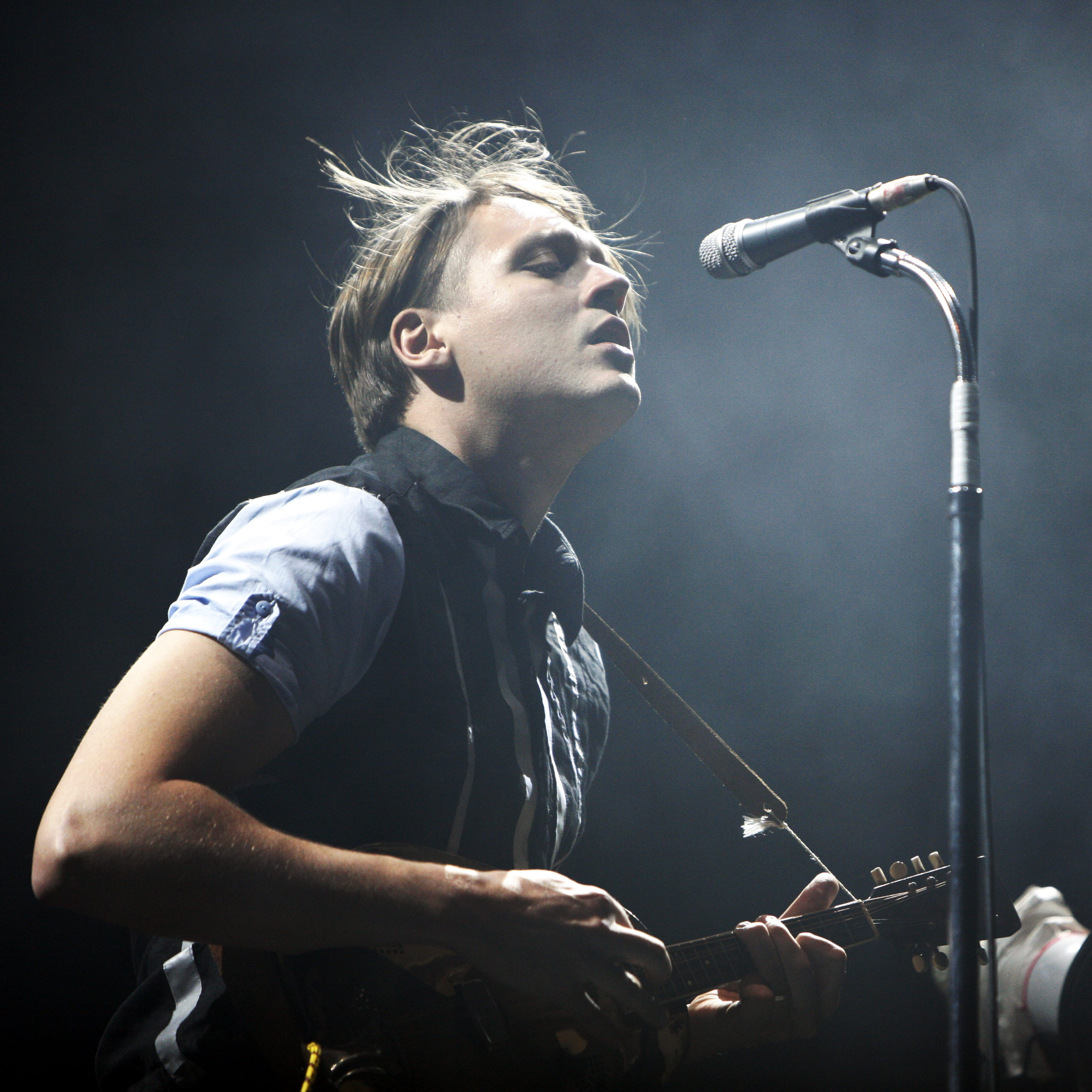
وین باتلر
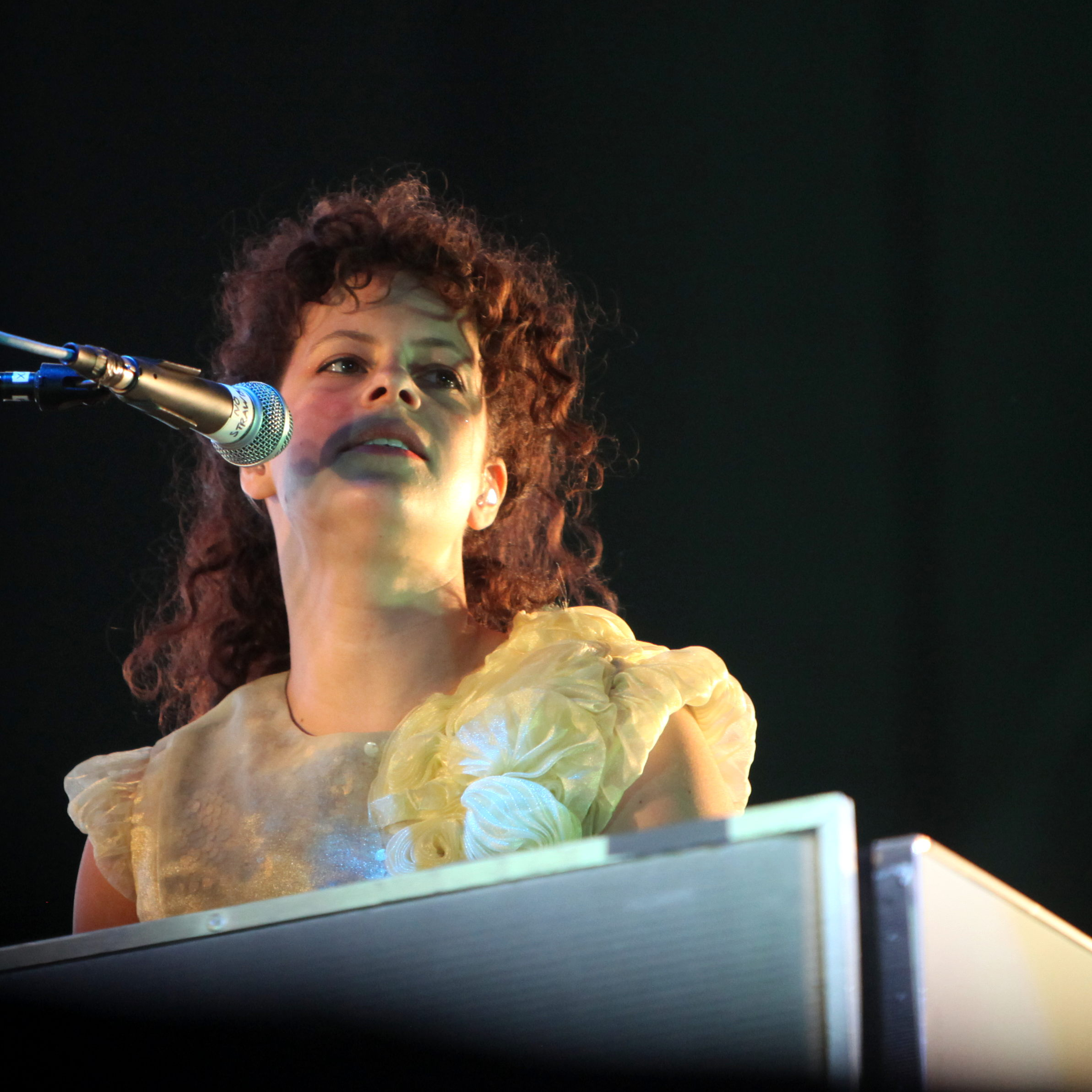
رجنین چاسگ
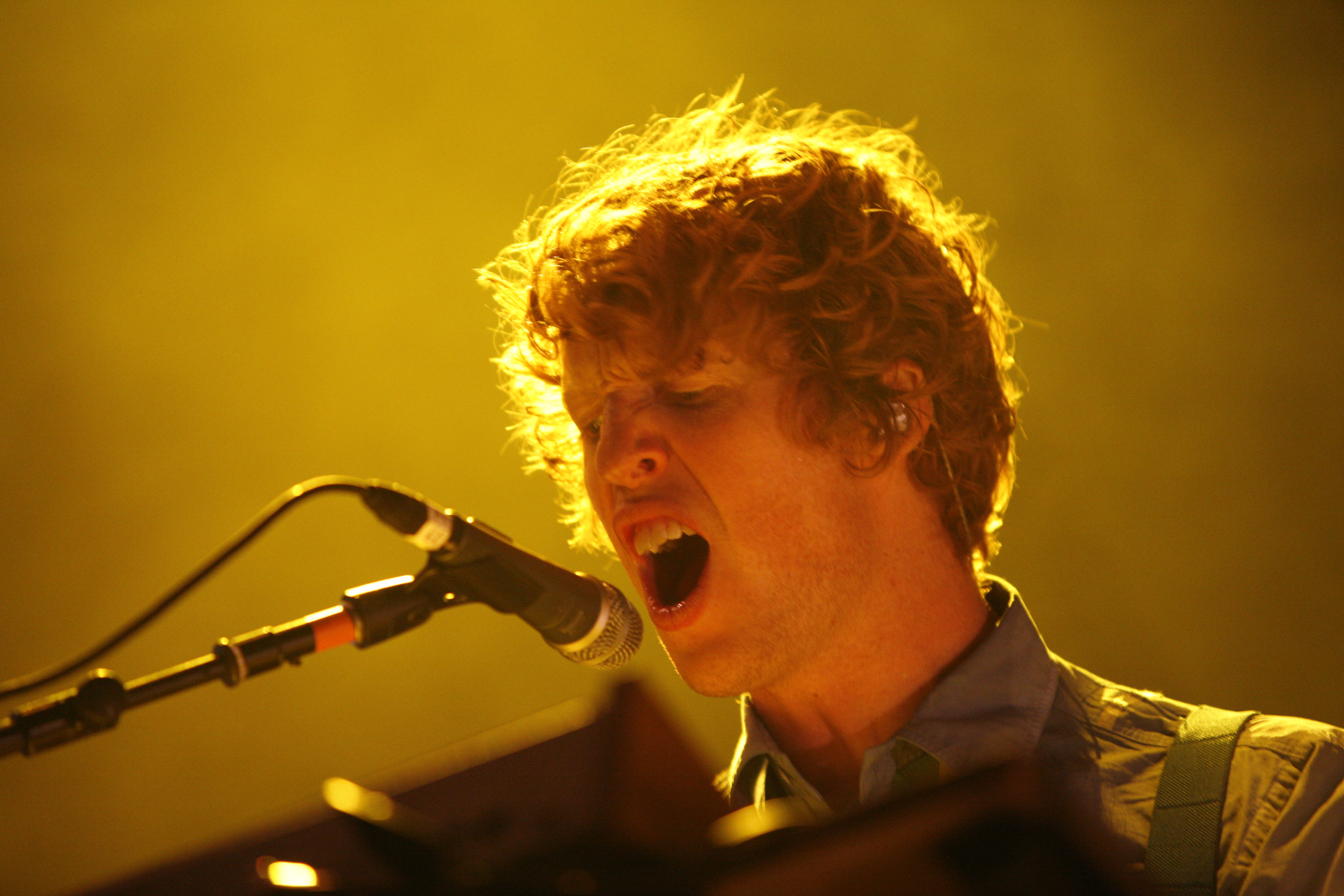
ریچارد رید پری
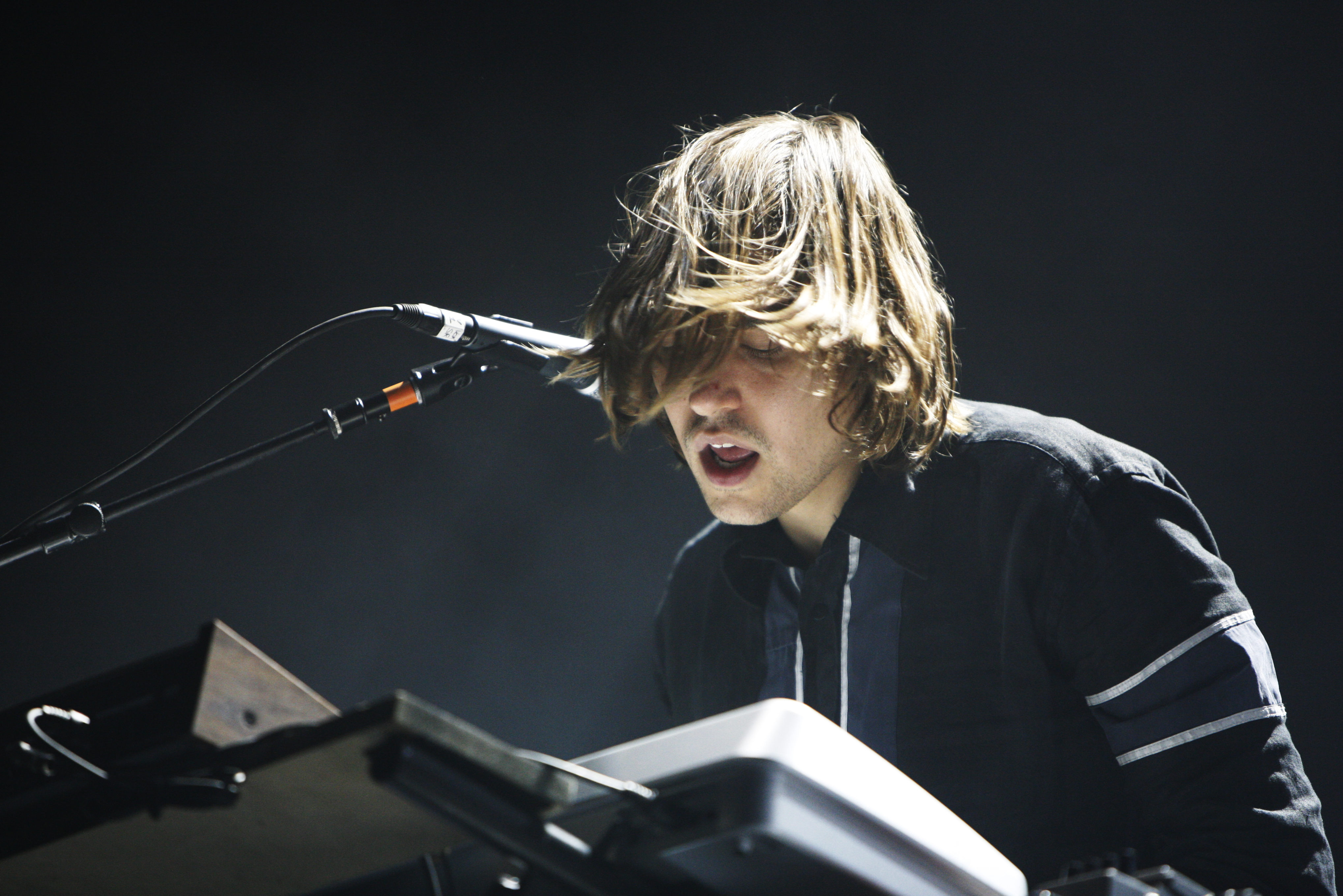
ویلیام باتلر
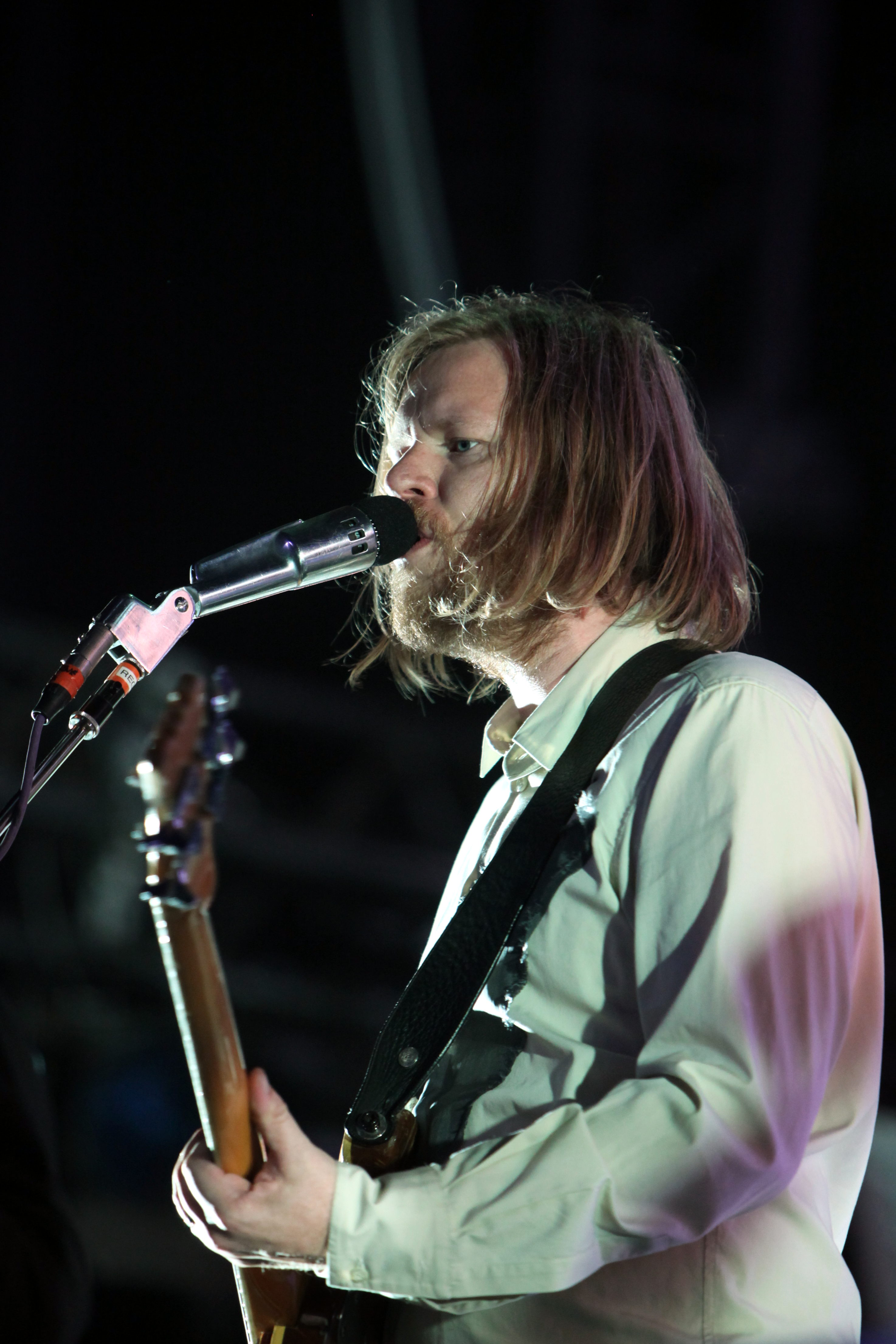
تیم کینگبری
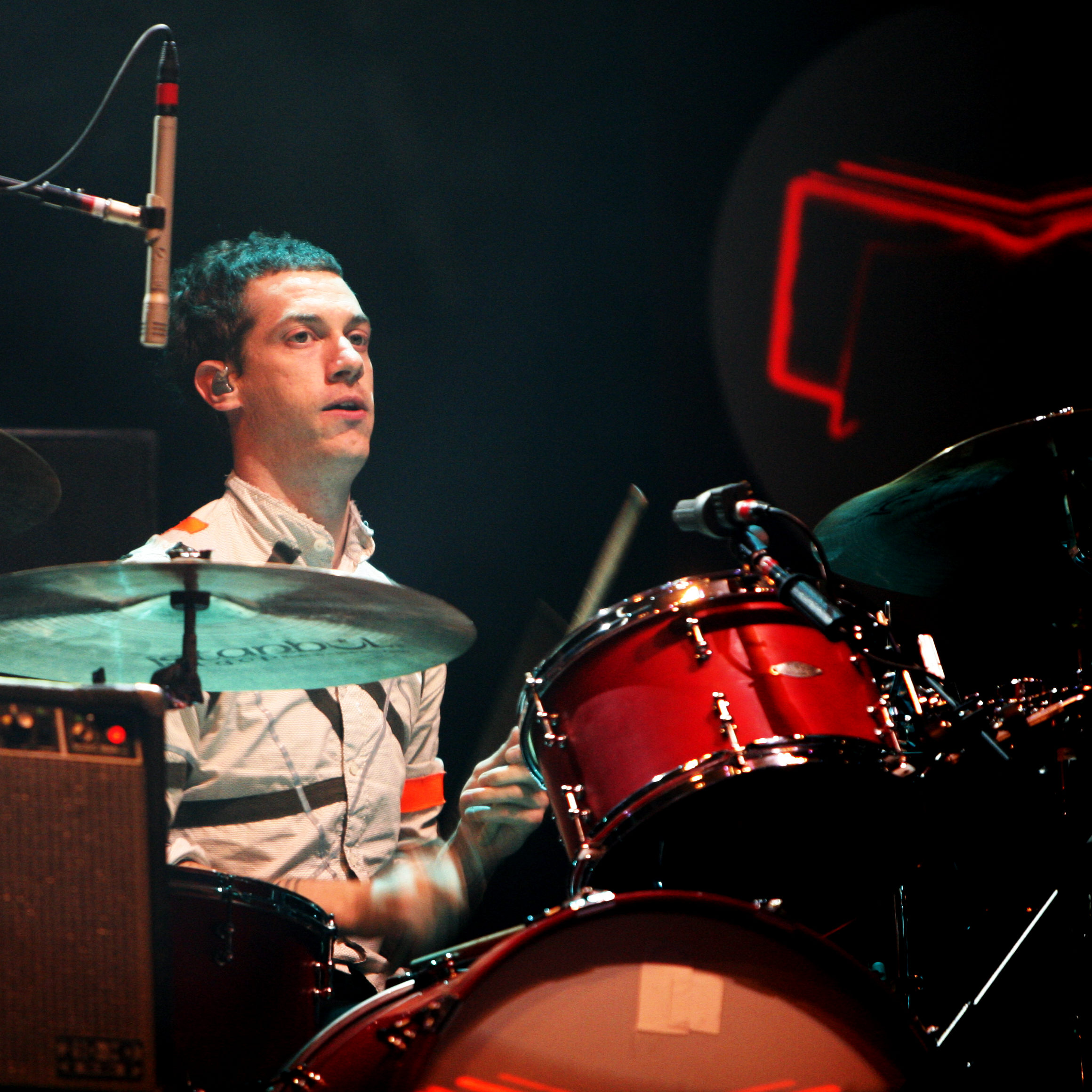
جرمی گارا